# Saint-Cyr (Vienne)
Saint-Cyr foi uma comuna francesa na região administrativa da Nova Aquitânia, no departamento de Vienne. Estendia-se por uma área de 15,03 km². Em 2010 a comuna tinha 1 026 habitantes (densidade: 68,3 hab./km²).
Em 1 de janeiro de 2017, passou a fazer parte da nova comuna de Beaumont Saint-Cyr.